# Vinzelles (Puy-de-Dôme)
Pour les articles homonymes, voir Vinzelles.
Pour l’article ayant un titre homophone, voir Vinzel.
Vinzelles est une commune française, située dans le département du Puy-de-Dôme en région Auvergne-Rhône-Alpes.

## Géographie

### Localisation
Vinzelles est située au nord-est du département du Puy-de-Dôme.

#### Lieux-dits et écarts
Liste non exhaustive de lieux-dits de la commune :
- les Baudans
- les Brassets
- Chez Faure
- la Croix des Rameaux
- Joursat
- la Métairie Basse
- les Moriaux
- l Ogheards

#### Communes limitrophes
Ses communes limitrophes sont :
| Luzillat        |           | Charnat           |
| Maringues       | Vinzelles | Noalhat Paslières |
| Crevant-Laveine |           |                   |

### Climat
Pour des articles plus généraux, voir Climat d'Auvergne-Rhône-Alpes et Climat du Puy-de-Dôme.
En 2010, le climat de la commune est de type climat océanique dégradé des plaines du Centre et du Nord, selon une étude du CNRS s'appuyant sur une série de données couvrant la période 1971-2000. En 2020, Météo-France publie une typologie des climats de la France métropolitaine dans laquelle la commune est exposée à un climat de montagne ou de marges de montagne et est dans la région climatique  Nord-est du Massif Central, caractérisée par une pluviométrie annuelle de 800 à 1 200 mm, bien répartie dans l’année. 
Pour la période 1971-2000, la température annuelle moyenne est de 11,2 °C, avec une amplitude thermique annuelle de 16,5 °C. Le cumul annuel moyen de précipitations est de 832 mm, avec 10,3 jours de précipitations en janvier et 7,8 jours en juillet. Pour la période 1991-2020, la température moyenne annuelle observée sur la station météorologique de Météo-France la plus proche, « Charmes_sapc », sur la commune de Charmes à 20 km à vol d'oiseau, est de 11,9 °C et le cumul annuel moyen de précipitations est de 675,4 mm,. Pour l'avenir, les paramètres climatiques de la commune estimés pour 2050 selon différents scénarios d'émission de gaz à effet de serre sont consultables sur un site dédié publié par Météo-France en novembre 2022.

## Urbanisme

### Typologie
Au 1er janvier 2024, Vinzelles est catégorisée commune rurale à habitat très dispersé, selon la nouvelle grille communale de densité à sept niveaux définie par l'Insee en 2022.
Elle est située hors unité urbaine. Par ailleurs la commune fait partie de l'aire d'attraction de Clermont-Ferrand, dont elle est une commune de la couronne,. Cette aire, qui regroupe 209 communes, est catégorisée dans les aires de 200 000 à moins de 700 000 habitants,.

### Occupation des sols
L'occupation des sols de la commune, telle qu'elle ressort de la base de données européenne d’occupation biophysique des sols Corine Land Cover (CLC), est marquée par l'importance des territoires agricoles (81,2 % en 2018), une proportion sensiblement équivalente à celle de 1990 (80,6 %). La répartition détaillée en 2018 est la suivante : prairies (31,3 %), terres arables (30,3 %), zones agricoles hétérogènes (19,6 %), forêts (18,6 %), zones urbanisées (0,3 %). L'évolution de l’occupation des sols de la commune et de ses infrastructures peut être observée sur les différentes représentations cartographiques du territoire : la carte de Cassini (XVIIIe siècle), la carte d'état-major (1820-1866) et les cartes ou photos aériennes de l'IGN pour la période actuelle (1950 à aujourd'hui).

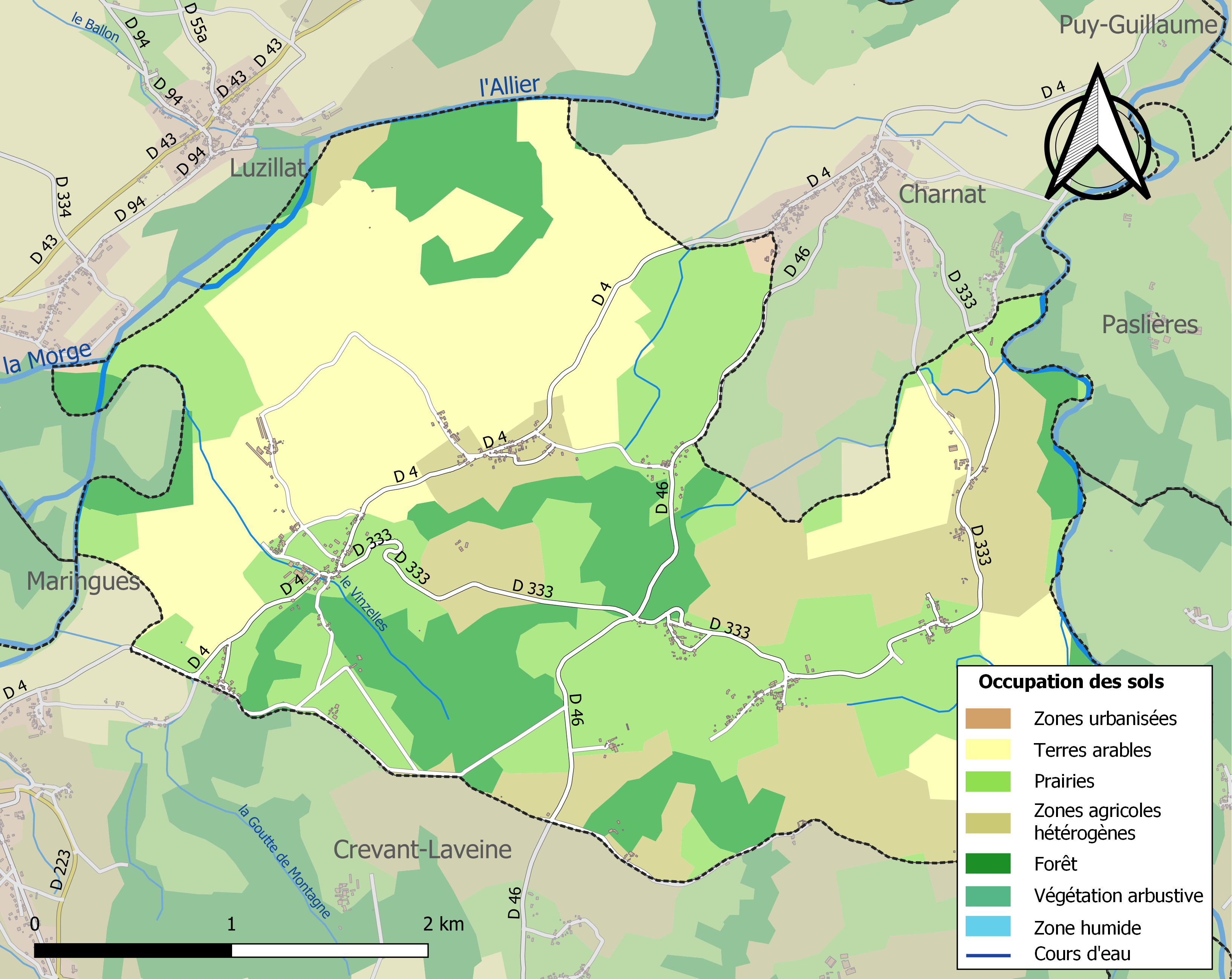
Carte des infrastructures et de l'occupation des sols de la commune en 2018 (CLC).

### Voies de communication et transports
La commune est traversée par les routes départementales 4, reliant Crevant-Laveine au sud-ouest à Puy-Guillaume, et desservant le chef-lieu et le lieu-dit Joursat ; 46, reliant Charnat à Lezoux via l Moreaux ; et 333, reliant Vinzelles à Charnat par Chez Faure et les Ogheards.

## Politique et administration

### Administration municipale
Le conseil municipal est composé de onze élus, dont le maire et trois adjoints.

### Liste des maires
| Période                                  | Période                       | Identité         | Étiquette | Qualité |
| ---------------------------------------- | ----------------------------- | ---------------- | --------- | ------- |
| Les données manquantes sont à compléter. |                               |                  |           |         |
| avant 1988                               | ?                             | Régis Fournier   |           |         |
| mars 2001                                | 2014                          | Franck Vidal     |           |         |
| mars 2014                                | 2020                          | Daniel Duvert    |           |         |
| 2020                                     | En cours (au 31 juillet 2020) | Laurence Goninet |           |         |

## Population et société

### Démographie
L'évolution du nombre d'habitants est connue à travers les recensements de la population effectués dans la commune depuis 1793. Pour les communes de moins de 10 000 habitants, une enquête de recensement portant sur toute la population est réalisée tous les cinq ans, les populations de référence des années intermédiaires étant quant à elles estimées par interpolation ou extrapolation. Pour la commune, le premier recensement exhaustif entrant dans le cadre du nouveau dispositif a été réalisé en 2005.

En 2022, la commune comptait 371 habitants, en évolution de +5,1 % par rapport à 2016 (Puy-de-Dôme : +2,1 %, France hors Mayotte : +2,11 %).
| 1793 | 1800 | 1806 | 1821 | 1831 | 1836 | 1841 | 1846 | 1851 |
| ---- | ---- | ---- | ---- | ---- | ---- | ---- | ---- | ---- |
| 554  | 650  | 645  | 741  | 709  | 719  | 715  | 723  | 732  |

| 1856 | 1861 | 1866 | 1872 | 1876 | 1881 | 1886 | 1891 | 1896 |
| ---- | ---- | ---- | ---- | ---- | ---- | ---- | ---- | ---- |
| 709  | 695  | 740  | 757  | 727  | 728  | 718  | 665  | 632  |

| 1901 | 1906 | 1911 | 1921 | 1926 | 1931 | 1936 | 1946 | 1954 |
| ---- | ---- | ---- | ---- | ---- | ---- | ---- | ---- | ---- |
| 602  | 557  | 512  | 452  | 437  | 430  | 413  | 370  | 372  |

| 1962 | 1968 | 1975 | 1982 | 1990 | 1999 | 2005 | 2006 | 2010 |
| ---- | ---- | ---- | ---- | ---- | ---- | ---- | ---- | ---- |
| 366  | 352  | 306  | 295  | 308  | 313  | 312  | 309  | 316  |

| 2015 | 2020 | 2022 | - | - | - | - | - | - |
| ---- | ---- | ---- | - | - | - | - | - | - |
| 357  | 363  | 371  | - | - | - | - | - | - |

### Enseignement
Vinzelles dépend de l'académie de Clermont-Ferrand. La commune est en regroupement pédagogique avec Crevant-Laveine, où est installée une école primaire ; les élèves de la commune vont à Crevant-Laveine. Les collégiens vont au collège Louise-Michel de Maringues.

## Culture locale et patrimoine

### Patrimoine naturel
La commune de Vinzelles est adhérente du parc naturel régional Livradois-Forez.

### Personnalités liées à la commune
- Marcel Laurent, écrivain paysan auvergnat, est né à Vinzelles aux Moriaux le 30 janvier 1912 dans une modeste famille de paysans. Professeur de lettres, pamphlétaire, critique littéraire et artistique, il décède le 7 mars 1985. En 1976, il publie à compte d'auteur la monographie Vinzelles et Charnat avec une introduction de son ami Lucien Gachon.
- Prosper Marilhat, peintre orientaliste, naturaliste et régionaliste passa son enfance (1811-1820) dans la propriété familiale, le château de Sauvagnat.

### Héraldique
| Blason de Vinzelles | Blason  | D'azur à deux bandes ondées d'argent chargées chacune d'un saumon d'azur et accompagnées en chef d'une gerbe d'or et en pointe d'une grappe de raisin feuillée du même. |
| Blason de Vinzelles | Détails | Le statut officiel du blason reste à déterminer. |